# ازدواج همجنس در کینتانا رو
ازدواج همجنس در کینتانا رو از مه ۲۰۱۲ به صورت قانونی انجام می‌شود.

## تاریخچه
ازدواج همجنس هرگز در قانون مدنی کینتانا رو ممنوع نبوده‌است. چرا که در قانون این ایالت ازدواج برای دو شخص (بدون ذکر جنسیت آن‌ها) تعریف شده بود. در نوامبر ۲۰۱۱ دو زوج همجنس که به این شکاف قانونی پی برده بودند مراسم ازدواج خود را برگزار کردند. اما فرماندار ایالت کمی بعد این ازدواج‌ها را لغو کرد. با این وجود در مه ۲۰۱۲ منشی ایالت کینتانا رو آن لغوها را خنثی کرد. از آن زمان زوج‌های همجنس‌گرا با استفاده از شکاف قانونی توانستند در این ایالت به صورت قانونی به ازدواج بپردازند. در نوامبر ۲۰۱۴ قانونگذاران کینتانا رو برای تبدیل شکاف قانونی به قانون اقدام کردند.